# Gouvernement Najib Mikati (2)
Pour les articles homonymes, voir Gouvernement Najib Mikati.
Le deuxième gouvernement Mikati est un gouvernement mis en place par le président du Conseil des ministres libanais Najib Mikati en juin 2011. Ce gouvernement a été précédé par le gouvernement Saad Hariri (1).
En juin 2011, après cinq mois d’âpres négociations qui suivirent la démission du Gouvernement Hariri, le président du Conseil des ministres libanais Najib Mikati a finalement formé un gouvernement représentant les forces du 8 mars, le Courant patriotique libre, et le président Michel Sleimane.

## Composition
| Portefeuille (Ministère)                           | Ministre            | Religion           | Affinité Politique                |
| Bloc du changement et de la réforme                |                     |                    |                                   |
| Travail                                            | Salim Jrayssati     | Grec-Catholique    | Courant patriotique libre         |
| Télécommunications                                 | Nicolas Sehnaoui    | Grec-Catholique    | Courant patriotique libre         |
| Culture                                            | Gaby Layoun         | Grec-orthodoxe     | Courant patriotique libre         |
| Justice                                            | Chakib Kortbawi     | Maronite           | Courant patriotique libre         |
| Tourisme                                           | Fadi Abboud         | Maronite           | Courant patriotique libre         |
| Énergie et Eau                                     | Gebran Bassil       | Maronite           | Courant patriotique libre         |
| Défense Nationale                                  | Fayez Ghosn         | Grec-orthodoxe     | Parti Marada                      |
| Ministre d'état                                    | Salim Karam         | Maronite           | pro-Parti Marada                  |
| Ministre d'état                                    | Panos Managian      | Arménien-Orthodoxe | Parti tachnag                     |
| Industrie                                          | Vrej Sabounjian     | Arménien-Orthodoxe | Parti tachnag                     |
| Ministre d'état                                    | Talal Arslan        | Druze              | Parti démocratique libanais       |
| Autres                                             |                     |                    |                                   |
| Santé                                              | Ali Hassan Khalil   | Chiite             | Parti Amal                        |
| Agriculture                                        | Hussein Hajj Hassan | Chiite             | Hezbollah                         |
| Ministre d'état pour la réforme administrative     | Mohammad Fneich     | Chiite             | Hezbollah                         |
| Ministre d'État                                    | Ali Qanso           | Chiite             | Parti social nationaliste syrien  |
| Affaires étrangères                                | Adnan Mansour       | Chiite             | Parti Amal                        |
| Ministre d'État aux affaires parlementaires        | Nicolas Fattouche   | Grec-Catholique    | Indépendent                       |
| Sports et Jeunesse                                 | Faisal Karamé       | sunnite            | Coalition du 8 mars               |
| Quota du président du Conseil des ministres Mikati |                     |                    |                                   |
| Président du Conseil des ministres                 | Najib Mikati        | Sunnite            |                                   |
| Finances                                           | Mohammad Safadi     | Sunnite            | pro-Mikati                        |
| Éducation                                          | Hassane Diab        | Sunnite            | pro-Mikati                        |
| Ministre d'état                                    | Ahmad Karamé        | Sunnite            | pro-Mikati                        |
| Information                                        | Walid Daouk         | Sunnite            | pro-Mikati                        |
| Économie et commerce                               | Nicolas Nahas       | Grec-orthodoxe     | pro-Mikati                        |
| Quota du Président Sleimane                        |                     |                    |                                   |
| Intérieur et municipalités                         | Marwan Charbel      | Maronite           |                                   |
| Vice Premier Ministre                              | Samir Mokbel        | Grec-orthodoxe     | Indépendant (pro-Sleimane)        |
| Environnement                                      | Nazem Khoury        | Maronite           | pro-Sleimane                      |
| Parti socialiste progressiste                      |                     |                    |                                   |
| Affaires sociales                                  | Waël Abou Faour     | Druze              | Parti socialiste progressiste     |
| Travaux publics et transports                      | Ghazi Aridi         | Druze              | Parti socialiste progressiste     |
| Déplacés                                           | Alaeddine Terro     | Sunnite            | pro-Parti socialiste progressiste |